# Dragonette
Dragonette – kanadyjski zespół muzyczny działający od 2005 roku. 
Członkami grupy są: Martina Sorbara (wokal), Dan Kurtz (bas), Chris Hugget (gitara) i Joel Stouffer (perkusja). Dragonette współpracuje z brytyjską wytwórnią Mercury Records. Z nią wydali swój pierwszy album, Galore, który został przyjęty dość chłodno przez krytyków. Następny album studyjny, "Fixin to Thrill", został wydany we wrześniu 2009.

## Historia grupy
Jako początek grupy uważa się spotkanie Sobary i Kurtza na festiwalu muzycznym i stworzenie duetu The Fuzz. Po kilku wstępnych nagraniach duet przekształcił się w Dragonette i występował jako support dla grupy New Order. W 2005 roku zespół wydał „Dragonette EP”, której celem było zawiązanie kontraktu muzycznego z wytwórnią Mercury Records.
Po przeprowadzce do Londynu Dragonette nagrało swoją pierwszą płytę Galore i zaczęło koncertować po Wielkiej Brytanii, między innymi jako suport dla Basement Jaxx i Sugababes. W związku z przeprowadzką Will Stapleton zastąpił Simona Craiga na miejscu gitarzysty. Następnie Dragonette nagrało dwa teledyski dla swoich utworów: „Jesus Doesn’t Love Me” i „I Get Around”. Mimo dużej akcji promocyjnej zespołu piosenka „I Get Around” zadebiutowała na miejscu 92 UK Singles Chart, co bardzo zaniepokoiło członków grupy. Następny Singiel „Take It Like A Man” nie dostał się nawet do pierwszej 100 UK Singles Chart. Sukcesem grupy okazał się ich cover utworu Calvina Harrisa „The Girls”, z nazwą zmienioną na „The Boys”.
W 2008 roku Dragonette otrzymała Juno Award w kategorii Najlepszy Debiutujący Zespół. W tym czasie Kurtz i Sobara współpracowali z Cyndi Lauper z jej nowym albumem. Później z zespołu odszedł James Stapleton, zastąpiono go Chrisem Huggetem. 
We wrześniu 2009 zespół wydał drugi album studyjny „Fixin to Thrill”.
Dużą sławę zespołowi przyniósł utwór "Hello", który został nagrany wraz z francuskim DJ-em Martinem Solveigem. W teledysku do utworu gościnnie wystąpił Bob Sinclar.

## Dyskografia

### Albumy
| Rok  | Tytuł           | Pozycja |
| Rok  | Tytuł           | Kanada  |
| ---- | --------------- | ------- |
| 2005 | Dragonette (EP) |         |
| 2007 | Galore          | 80      |
| 2009 | Fixin to Thrill |         |

### Single
| Rok  | Tytuł                | Pozycja | Pozycja         |
| Rok  | Tytuł                | Kanada  | Wielka Brytania |
| ---- | -------------------- | ------- | --------------- |
| 2007 | "I Get Around"       | 57      | 92              |
| 2007 | "Take It Like a Man" | –       | 112             |
| 2008 | "Competition"        | –       | –               |
| 2009 | "Fixin' To Thrill"   | –       | –               |
| 2009 | "Gone Too Far"       | –       | –               |
| 2009 | "Pick Up The Phone"  | 28      | –               |